# Lasianthus repoeuensis
Lasianthus repoeuensis är en måreväxtart som beskrevs av Jean Baptiste Louis Pierre och Charles-Joseph Marie Pitard. Lasianthus repoeuensis ingår i släktet Lasianthus och familjen måreväxter. Inga underarter finns listade i Catalogue of Life.